# Píseň o Bernadettě
Píseň o Bernadettě (angl. The Song of Bernadette) je černobílý dramatický film režiséra Henryho Kinga z roku 1943 s Jennifer Jonesovou v hlavní roli. Snímek byl natočen na motivy románu Píseň o Bernadettě (v něm. originále Das Lied von Bernadette) spisovatele rakousko-českého původu Franze Werfela. Film získal z dvanácti nominací čtyři Oscary, včetně toho pro nejlepší herečku.
Životopisný snímek vypráví příběh mladičké Bernadetty Soubirousové z Lurd, která měla v roce 1858 celkem osmnáct zjevení Svaté Panny. Filmové adaptace se chopili scenárista George Seaton a režisér Henry King.

## Děj
François Soubirous (Roman Bohnen), nezaměstnaný mlynář, je nucený přijmout z času na čas i podřadnou práci, aby uživil svou ženu Louise (Anne Revere), dva syny a dvě dcery. Jednoho rána se jde zeptat pekaře na práci a ten mu poradí, aby zašel do místní nemocnice a zeptal se tam. Soubirous dostane za úkol odvézt za město k jeskyni infekční odpad.
Mezitím je v katolické škole u Milosrdných sester z Nevers před celou třídou zostuzena čtrnáctiletá Bernadette Soubirousová (Jennifer Jonesová). Je kárána sestrou Marie Therese Vauzousovou (Gladys Cooper), která je učí katechismus. Sestra vyčítá mladé Bernadettě nepřipravenost a nevědomost. Na obranu se staví sestra dívenky, Marie, která třídě a především učitelce vysvětluje, že Bernadetta trpí astmatem a celou noc jí nebylo dobře. V tom vchází otec Peyramale (Charles Bickford), aby žákyním rozdal svaté obrázky. Jeden dostane i Bernadetta, když v tom namítá sestra Vauzousová, že dívka si obrázek nezaslouží, protože nevěděla nic o Nejsvětější Trojici a nebylo by to spravedlivé vůči ostatním žačkám. Páter Peyramale dá jeptišce za pravdu a obrázek si z rukou ponížené dívky bere zpět.
Ještě téhož odpoledne, když se starý Soubirous vrací z práce do chladné a vlhké chýše, pošle matka obě dcery a jejich kamarádku pro dřevo do nedalekého lesíka, aby mohla zatopit. Bernadette, aby nenastydla, dostala od matky šátek. Cestou musejí dívky zdolat houpací most. Bernadettě pomáhá mladý mlynář Antoine Nicolau (William Eythe), kterému se starší z dcer Soubirousových líbí. Vzhledem k tomu, že Bernadette stůně a je nebezpečné, aby se brodila chladnou řekou Gava, mladší Marie s kamarádkou ji vyzvou, aby počkala u jeskyně Massabielle, že nasbírají dřevo a hned se vrátí. Bernadetta se posadí a cítí závan větru, když se jí zjeví mladá a nádherná paní v bílém, s růžencem v ruce a v oslnivém světle. Dívka padne na kolena a začne se modlit. Když ji takhle najde sestra a kamarádka, Bernadetta jim povypráví, co se stalo a prosí je, aby nic neříkali rodičům.
Zvěst o zjevení se městečkem roznese ihned. Rodiče vyhubují Bernadettě, že si vymýšlí a ta musí čelit nejen nedůvěře ve vlastní rodině, ale i výsměchům od spoluobčanů. Teta Bernarde Casterotová (Blanche Yurka) se však postaví za dívenku a spolu s dalšími věřícími jdou k jeskyni, aby s Bernadettou mohli sdílet další zjevení „nádherné paní". Ta žádá Bernadettu, aby se v následujících patnácti dnech dostavila každý den k jeskyni. Bernadetta ji to slíbí. Má však proti sobě nejen rodiče, ale hlavně církevní a místní moc. Na radnici se mezitím snaží žalobce Dutour (Vincent Price) pomocí doktora Dozouse (Lee J. Cobb) zjistit, zdali nejde každodenní sešlost u Massabielle přerušit a příval poutníků zastavit. Když nakonec i rodiče dívence uvěří a rozhodnou se ji podpořit dalšího dne ráno, stane se zázrak. Paní v bílém přikáže Bernadettě, aby se umyla vodou z potůčku. Bernadetta však stejně jako ostatní vidí jen řeku Gavu. Má to být však pramen, který se nachází pod zemí a nad kterým rostou rostliny. Bernadetta je začne jíst a holýma rukama hrnout hlínu stranou, aby našla vodu. Když se začne mýt hlínou a celá se při tom zašpiní, všichni přihlížející propuknou v smích. Pokoření rodiče odvádějí dcerku pryč. Jen mladý Antoine zůstává na místě se slepcem. Díra, kterou Bernadette odhrabala, se začne naplňovat vodou a stékat k řece. Pramen se zvětšuje a Antoine křičí na ostatní, aby se vrátili, že se našla voda. Slepec se omyje vodou a najednou se mu zlepší zrak. Utíká za doktorem Dozousem a sděluje mu, že vidí.
Žalobce Dutour je nadále pesimistický a považuje Bernadettu za podvodnici. Dokonce sám páter Peyramale ji žádá o důkaz, že viděla „nádhernou paní." Místo toho se mu od paní dostává vzkazu, že ona je Neposkvrněným početím. Páter se Bernadetty vyptává, kde tahle slova slyšela. Ta tvrdí, že je nikdy předtím neslyšela. Stovky poutníků z Pyrenejí přijíždějí do Lurd za zázračnou vodou, která dokázala i malé batole vyléčit z vrozené choroby. Místní orgány nadále vymýšlí, jak zabránit přívalu pocestných. Někteří podnikavci vidí v prodeji vody dokonce výdělečnou činnost. Pak se však najde jistý paragraf, který zakazuje používat vodu z veřejného zdroje v obavě z nákazy. Nebylo to tak dávno, co se Lurdami přehnala cholera, která postihla i Bernadette. Pramen z jeskyně je úředně uzavřen a obehnán dřevěným plotem.
Otec Peyramale jde žádat biskupa o prošetření situace. Ten to odmítá s argumentem, že rozhodnutí je pouze a jedině na císaři. Když malinký císařův syn onemocní, pošle císařovna Eugenie svou chůvu, aby přinesla zázračnou vodu z Lurd. Není jediná, kdo krade vodu ze zakázaného pramene. Všechny je přitom chytí a postaví před soud. Odsouzený musí zaplatit pokutu anebo jít na dva dny do žaláře. Když přichází na řadu chůva císařovny, vyzve ji komisař Jacomet (Charles Dingle) k zaplacení pokuty. Chůva zaplatí za sebe a také sto franků za ostatní. Městský soud se dozvídá, kdo je, a nabízí jí, aby si udělala pohodlí v teplém pokoji radnice. Chůva si však nepřeje, aby s ní bylo zacházeno jinak než s ostatními. Po propuštění přinese vodu do císařské rodiny a dítě se vyléčí. Císař Napoleon III. na zázraky nevěří, ale po naléhání své ženy svolí, aby pramen vody v Lurdách byl znovu zpřístupněn veřejnosti. Biskup z Tarbes sestaví komisi a pověří ji vyšetřením celé kauzy, které pak potrvá dlouhá léta.

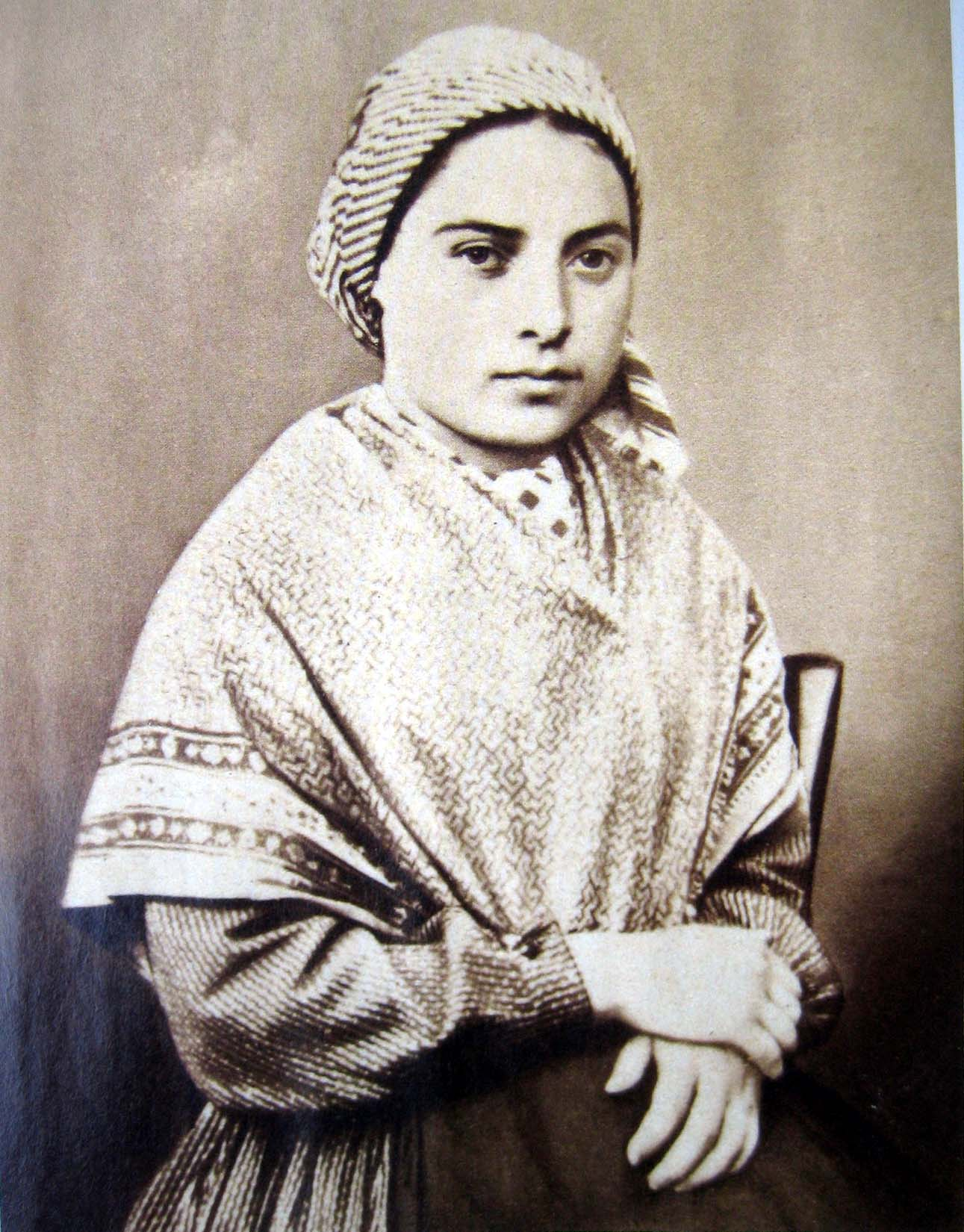
Skutečná Bernadette Soubirousová

Bernadetta, znavená věčným opakováním a přesvědčováním toho, co viděla, by ráda žila obyčejný život. Touží se vdát a mít děti. Otec Peyramale ji ponouká k zamyšlení nad tím, zdali má žít tak běžný život. Přesvědčuje ji, aby svou duši a životní poslání zasvětila Bohu a žádá ji, aby se místo služebné stala jeptiškou. Bernadette se zprvu vzpírá, ale pak uzná, že když už měla všechna ta vidění, bude nejlepší odcestovat do kláštera v Nevers a stát se řádovou sestrou. Loučení s rodinou a posléze i s mladým Antoinem, který ji slíbí, že v úctě k ní zůstane do konce života svobodným mládencem, nese Bernadetta těžce. Páter má pro ní dárek v podobě svatého obrázku, který ji před lety ještě jako žákyni nejdříve daroval a posléze po protestech jeptišky Vauzousové vzal zpátky. Vyzývá Bernadettu, aby mu v případě nouze poslala onen obrázek.
Bernadetta Soubirousová vstupuje ve věku 22 let do kláštera k řeholnicím. Do Lurd se už nikdy nevrátí, už nikdy neuvidí své rodiče ani sourozence. Matka představená se spolu se sestrou Vauzousovou, se kterou se po letech Bernadetta setkává, rozhodly, že i přes Bernadettinu popularitu k ní budou přistupovat jako k ostatním sestrám. Vyzývají ji, aby si vybrala nové jméno a Bernadetta se rozhoduje pro jméno Marie-Bernarda. V klášteře vykonává práce jako každá jiná jeptiška, včetně mytí nádobí a podlahy. Pokorně přijímá každý další úkol. Nepřátelství sestry Vauzousové bere jako součást života. Jednoho dne si matka představená všimne, že Bernadetta kulhá. Marie Therese má s ní rozmluvu v jejím pokoji a přiznává, že jí nikdy nevěřila a ani neuvěří. Táže se churavé jeptišky, jak by bylo možné, aby si Bůh pro takový zázrak vybral právě ji, mladou, nezkušenou a hloupou dívku. Sama Bernadetta nedokáže odpovědět. Po rozmluvě o obětování a utrpení se Marie Therese dožaduje důkazu. V tom jí unavená sestra ukáže nemocné koleno.
Bernadettě je diagnostikována tuberkulóza kostí, "kostižer." Při všech bolestech si nestěžuje ani nenaříká. Pořád je však konfrontována s otázky komise vyšetřující zjevení v Lurdech. A pořád je kolem ní skupina lidí, co nevěří, že něco viděla. Sestra Marie Therese připouští své selhání a omyl. V kapli kláštera prosí o odpuštění a slibuje, že bude Bernadettě sloužit a pomáhat. Ví totiž, že umírá a že jí moc času nezbývá. Bernadetta pošle otci Peyramalovi svatý obrázek, který od něj dostala. Peyramale přijíždí co nejdříve. Kolem lůžka nemocné sestry klečí řeholnice a modlí se. Bernadetta umírá a páter Peyramale ji dává poslední pomazání.
Film začíná i končí citátem: „Pro ty, kteří věří v Boha, není žádné vysvětlení nutné. Pro ty, kdo v Boha nevěří, není žádné vysvětlení možné."

## Obsazení
| Jennifer Jonesová | Bernadette Soubirousová      |
| Charles Bickford  | Páter Peyramale              |
| Vincent Price     | Žalobce Vital Dutour         |
| Lee J. Cobb       | Dr. Dozous                   |
| Gladys Cooperová  | Sestra Marie Therese Vauzous |
| Anne Revere       | Louise Soubirous             |
| Roman Bohnen      | François Soubirous           |
| William Eythe     | Antoine Nicolau              |
| Blanche Yurka     | Teta Bernarde Casterot       |
| Charles Dingle    | Policejní komisař Jacomet    |

## Produkce
Pro studio 20th Century Fox bylo zaplacení produkce a prav na film tou největší investicí roku 1943. Zjevení Panny Marie ve filmu ztvárnila Linda Darnellová, což vzbudilo silné kontroverze, poněvadž herečka měla pornografickou pověst a v té době byla těhotná. Dokonce sám autor literární předlohy vyhrožoval, že nechá své jméno z projektu vyškrtnout. Studio před natáčením obdrželo přes 20 000 dopisů od fanoušků, kteří se dovolávali, aby hlavní role byla dána herečce Ritě Quigleyová. Většina scén byla točena v interiérech, včetně silného proudu řeky Gavy.
Premiéra filmu v New Yorku proběhla 26. ledna 1944 v tehdy slavném broadwayském kině Rivoli, které dnes již neexistuje.

## Zajímavosti
Historický film Píseň o Bernadettě je adaptací románu Franze Werfela, který není dobovým dokumentem, nýbrž dílem míchající fakta s fikcí. Ve skutečnosti zemřel páter Peyramale dřív než svatá Bernadette a žalobce Vital Dutour je ve filmu zobrazen jako ateista, kdežto v reálném životě byl katolíkem. Pro herečku Jennifer Jonesovou to byla třetí role a do konce života zůstala její nejdůležitější. Zároveň je to její první film, ve kterém byla uvedena pod uměleckým jménem. Právě při natáčení tohoto snímku se seznámila s hercem Charlesem Bickfordem (představitel otce Peyramala), který se po následujících více než 20 let stal jejím dobrým přítelem a kvůli jehož smrti se pokusila o sebevraždu. Spisovatel Werfel byl Žid a před nacisty se schovával právě v městečku Lurdy, kde poprvé slyšel o příběhu tehdy už svaté Bernardy. V rozhlasové verzi z roku 1949 účinkoval Charles Bickford ve své roli pátera, avšak Bernadettu ztvárnila Anne Baxterová.
Skutečná Bernadette Soubirousová byla svatořečena papežem Piem XI. 8. prosince 1933.

## Ocenění

### Oscar

#### Cena
- Herečka v hlavní roli - Jennifer Jonesová
- Hudba - Alfred Newman
- Kamera (ČB) - Arthur C. Miller
- Výprava (ČB) - James Basevi, William S. Darling, Thomas Little

#### Nominace
- Nejlepší film - William Perlberg
- Nejlepší režie - Henry King
- Nejlepší vedlejší herečka - Gladys Cooper
- Nejlepší vedlejší herečka - Anne Revere
- Nejlepší vedlejší herec - Charles Bickford
- Nejlepší scénář - George Seaton
- Nejlepší střih - Barbara McLean
- Nejlepší zvuk - Edmund H. Hansen

### Zlatý glóbus
- Nejlepší film - William Perlberg (cena)
- Nejlepší režie - Henry King (cena)
- Herečka v hlavní roli - Jennifer Jonesová (cena)